# フォーチュン (クリス・ブラウンのアルバム)
『フォーチュン』（Fortune）は、アメリカの男性歌手、クリス・ブラウンが2012年にリリースした、5作目のオリジナルアルバムである。

## 収録曲
1. ターン・アップ・ザ・ミュージック
PVの監督はクリス・ブラウン自らが担当した。
2. ベースライン
3. ティル・アイ・ダイ feat.ビッグ・ショーン&ウィズ・カリファ
4. ミラージュ feat.ナズ
5. ドント・ジャッジ・ミー
6. 2012
7. ビゲスト・ファン
8. スウィート・ラヴ
9. ストリップ feat.ケヴィン・マッコール
10. スタック・オン・ストゥーピッド
11. フォー・イヤーズ・オールド
12. パーティー・ハード / キャデラック (インタールード) feat. セヴン
13. ドント・ウェイク・ミー・アップ
14. トランペット・ライツ feat.サブリナ・アントワネット

ボーナス・トラック
1. テル・サムバディー
2. フリー・ラン
3. リメンバー・マイ・ネーム
4. ウェイト・フォー・ユー
5. タッチ・ミー

日本盤ボーナス・トラック
1. ユア・ワールド